# Súbotiv
Súbotiv (en ucraniano: Суботів, en ruso: Суботов), transliterado del ruso como Súbotov, es un pueblo ucraniano ubicado en el óblast Cherkasy. En Súbotiv habría nacido Bogdán Jmelnitski.
El poblado de Súbotiv aparece en el billete de 5 grivnas y en dibujos de Tarás Shevchenko.

## Historia
Basándose en estudios arqueológicos, la zona que ocupa la actual Súbotiv estaba poblada en la Edad del Bronce. En la región también hay rastros de los primeros pueblos eslavos y de asentamientos de la época de la Rus de Kiev. La referencia más antigua de esta aldea se remonta a principios del siglo XVII.

## Galería

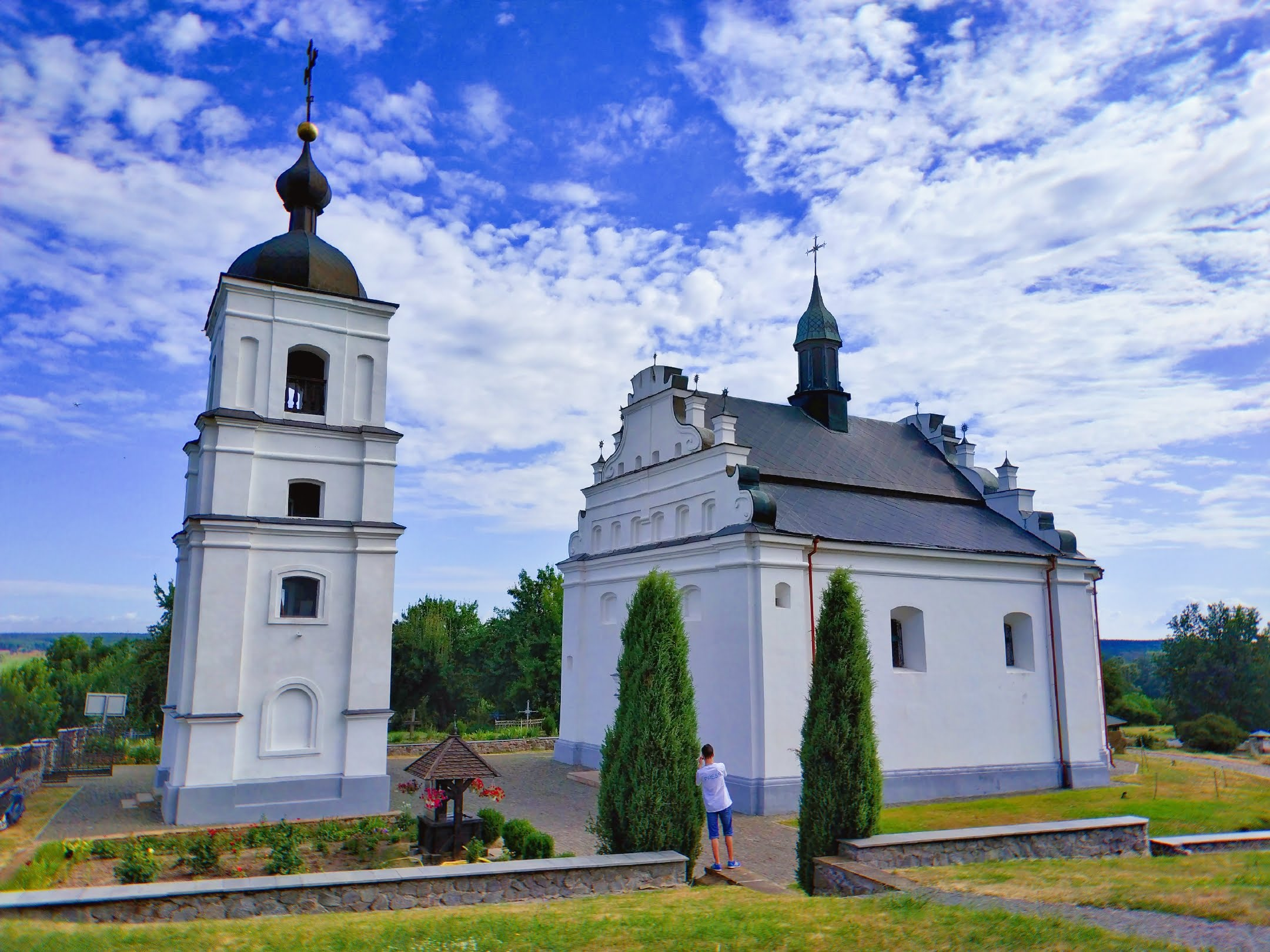
Iglesia en Súbotiv, lugar de nacimiento de Bogdán Jmelnitski.
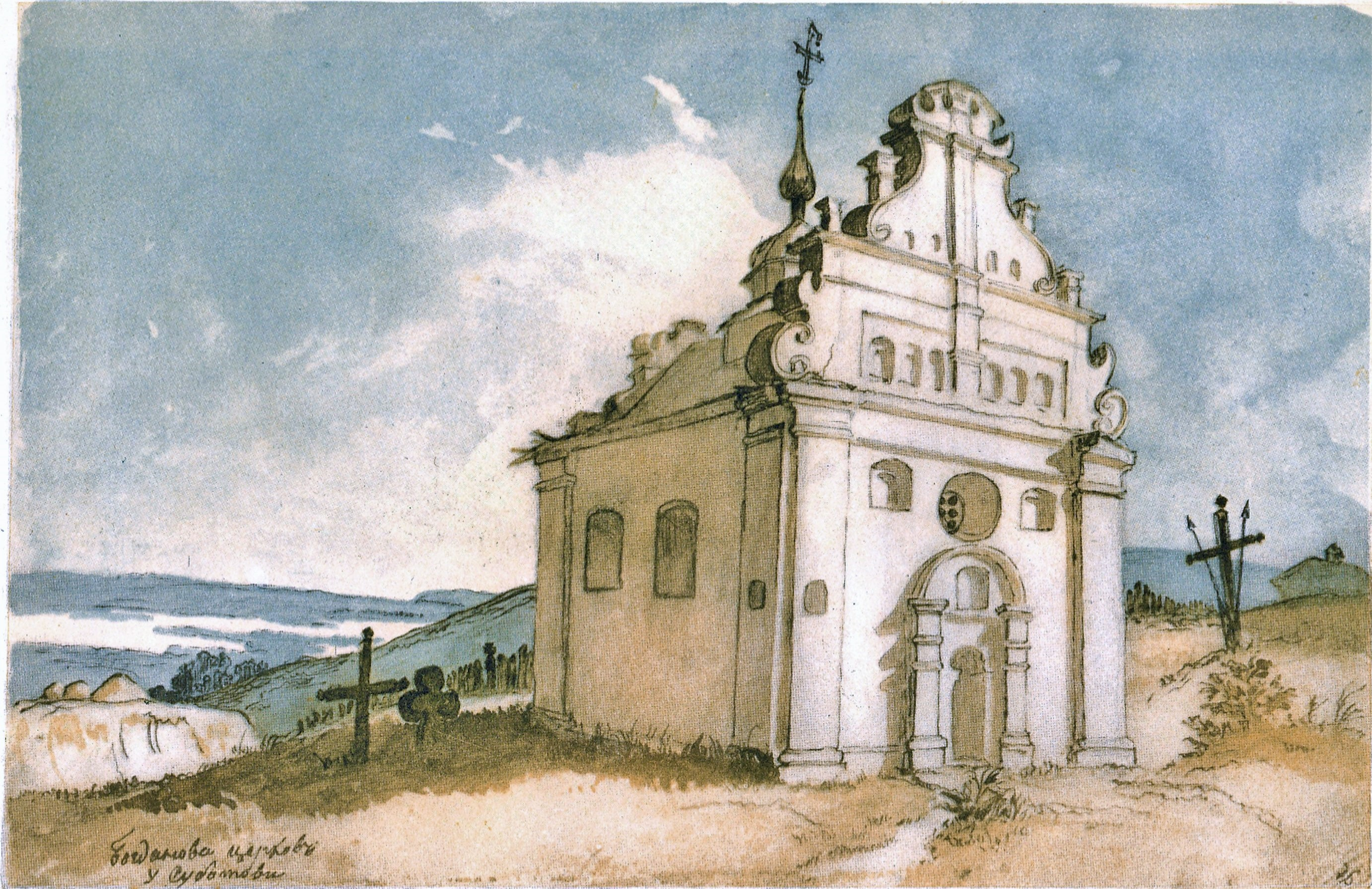
Acuarela de Tarás Shevchenko (1845).
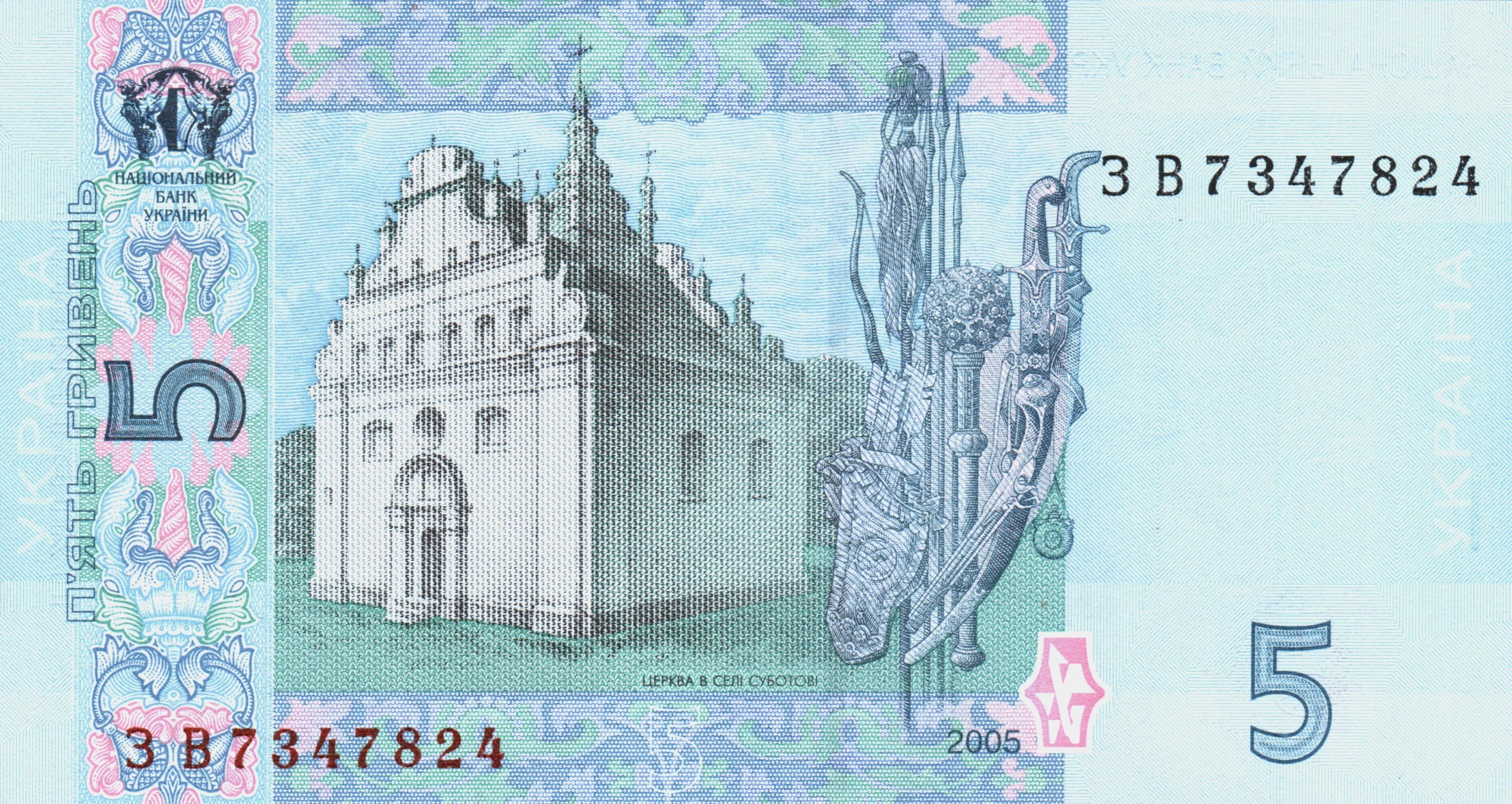
Billete de 5 grivnas.